# Кембриджський документ
Кембриджський документ, Кембриджський анонім (за місцем зберігання) або Лист Шехтера (за іменем першовідкривача) — рукопис Х століття, написаний давньоєврейською мовою. У ньому міститься фрагмент листа неназваного єврея, підданого хозарського царя Йосифа (930-і — 960-і) до неназваного вельможі якоїсь середземноморської країни, ймовірно кордовського придворного, Хасдая ібн Шапрута (915—970/975). Одна з двох, поряд з листом царя Йосифа, відомих науці писемних пам'яток хозарського походження.

## Вивчення
Рукопис листа (шифр T - S Misc, 35-38) за палеографічними ознаками датується кінцем XI століття. Папір: 2 листи, текст на обох сторонах. Верхня частина пошкоджена. Початок і кінець документа відсутні.
Лист виявлено С. Шехтером серед колекції єврейських манускриптів з Каїрської генізи (сховища рукописів при синагозі). Опубліковано в 1912 р. У 1913 році вийшов російський переклад П. К. Коковцова, 2-е академічне видання вийшло у 1932 р. Останній за часом переклад здійснив Норман Голб (Golb) у 1982 року англійською мовою.
Протягом 1-й пол. XX ст. у науковій громадськості не вщухали суперечки навколо автентичності документа. Ряд істориків вважали його підробкою, створеною середньовічними євреями в пропагандистських цілях. У російському сходознавстві довгий час панував скептичний висновок П. К. Коковцова, пізніше підтриманий А. П. Новосельцевим, що Кембриджський документ не належить до листування Хасдая ібн Шапрут, а є компіляцією, складеною після падіння Хозарії.

## Зміст
Лист Шехтера можна розділити на три структурні частини. У першій вміщена епічна розповідь про навернення хозар в юдаїзм і створення Хозарського каганату, а також розповідь про гоніння на євреїв Візантії при правлінні імператора Романа І Лакапіна. У другій розповідається про основні події хозарської історії під час правління трьох останнії царів — Беніаміна, який переміг коаліцію правителів п'яти країн; Аарона, позиція аланів щодо хозарів, і  царювання Йосифа, при якому Гелгу напав на Таматарху, за що Песах пішов у похід на візантійський Крим. Третя частина листа містить короткий опис Хозарії і перелік народів, які з нею воюють.

## Значення
Ім'я воєводи русів з кембриджського листа — HLGW, яке ототожнюють із скандинавським Helgi=Олег, від самого початку дослідження документу викликало в науковців жваві дискусії. Однак до сьогодні це питання залишається відкритим, зокрема і з огляду на можливість того, що лист є фальсифікатом.